# Livèche
Levisticum officinale
Espèce
Classification phylogénétique
La livèche (Levisticum officinale W.D.J.Koch, 1824) est une espèce de plantes à fleurs de la famille des Apiaceae. C'est une plante herbacée vivace cultivée comme plante potagère et généralement consommée comme condiment. Sa forme sauvage, appelée ache des montagnes, pousse dans les Alpes, les Pyrénées, l'Europe centrale et le Caucase en dessous de 1 800 m d'altitude.
De consommation ancienne, elle est mentionnée dans le capitulaire De Villis (fin du VIIIe ou début du IXe siècle) parmi les plantes potagères dont la culture est recommandée dans les propriétés agricoles de l'empereur Charlemagne, notamment à l'abbaye de Saint-Gall (aujourd'hui dans l'Est de la Suisse). Sa culture décline tout au long du XXe siècle au point qu'on finit par la classer parmi les légumes oubliés. Cette dynamique s'inverse au début du XXIe siècle du fait de sa mise en avant par les grands chefs cuisiniers parmi lesquels Jean Sulpice, Yannick Alléno, Marc Veyrat ou encore Taku Sekine.
Autres noms vernaculaires : Lévistique officinale, Lavas, Céleri perpétuel, Céleri bâtard, Céleri de montagne, Seseli, Angélique des montagnes, Herbe à Maggi.

## Description

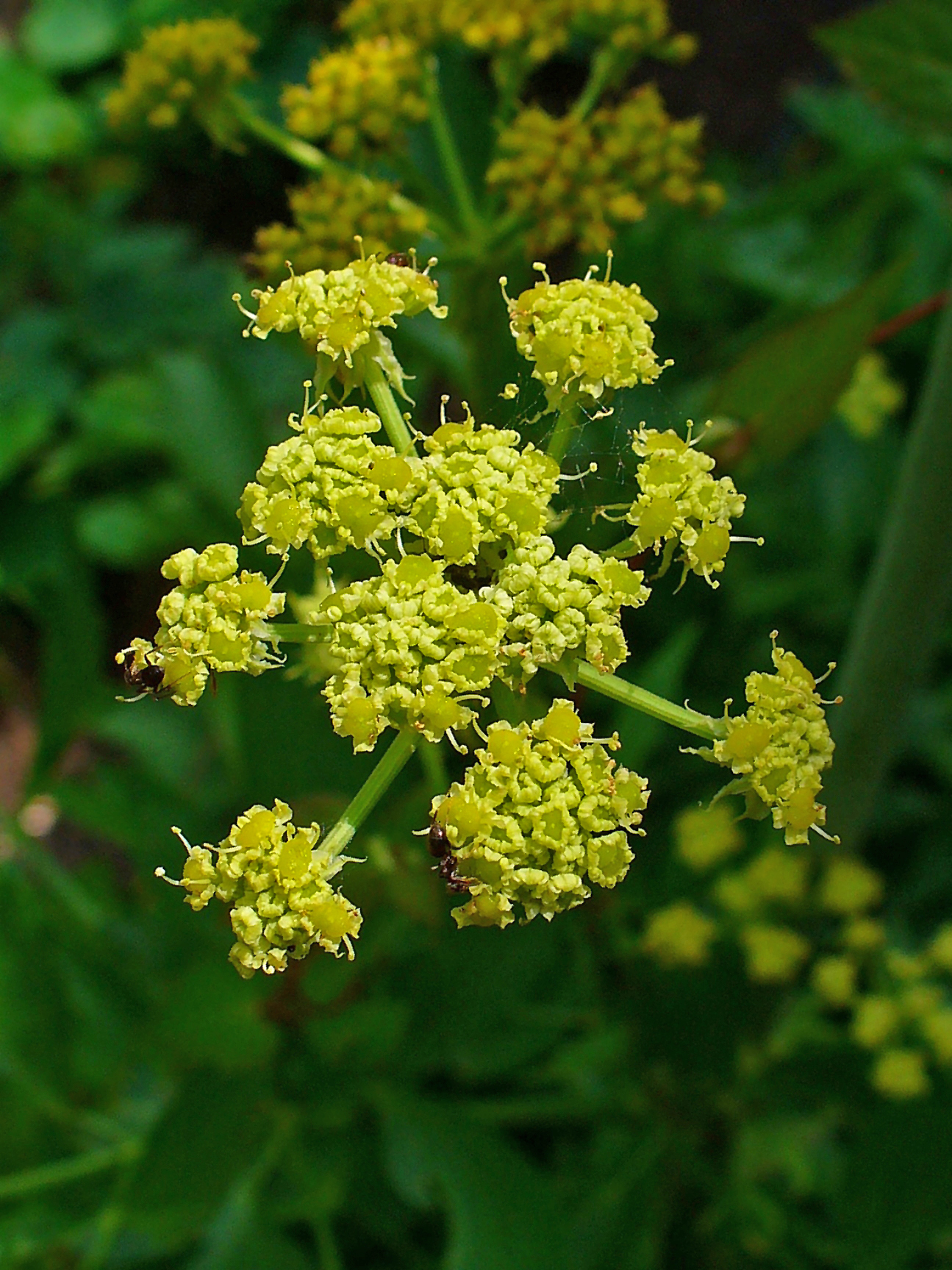
Fleurs de livèche.

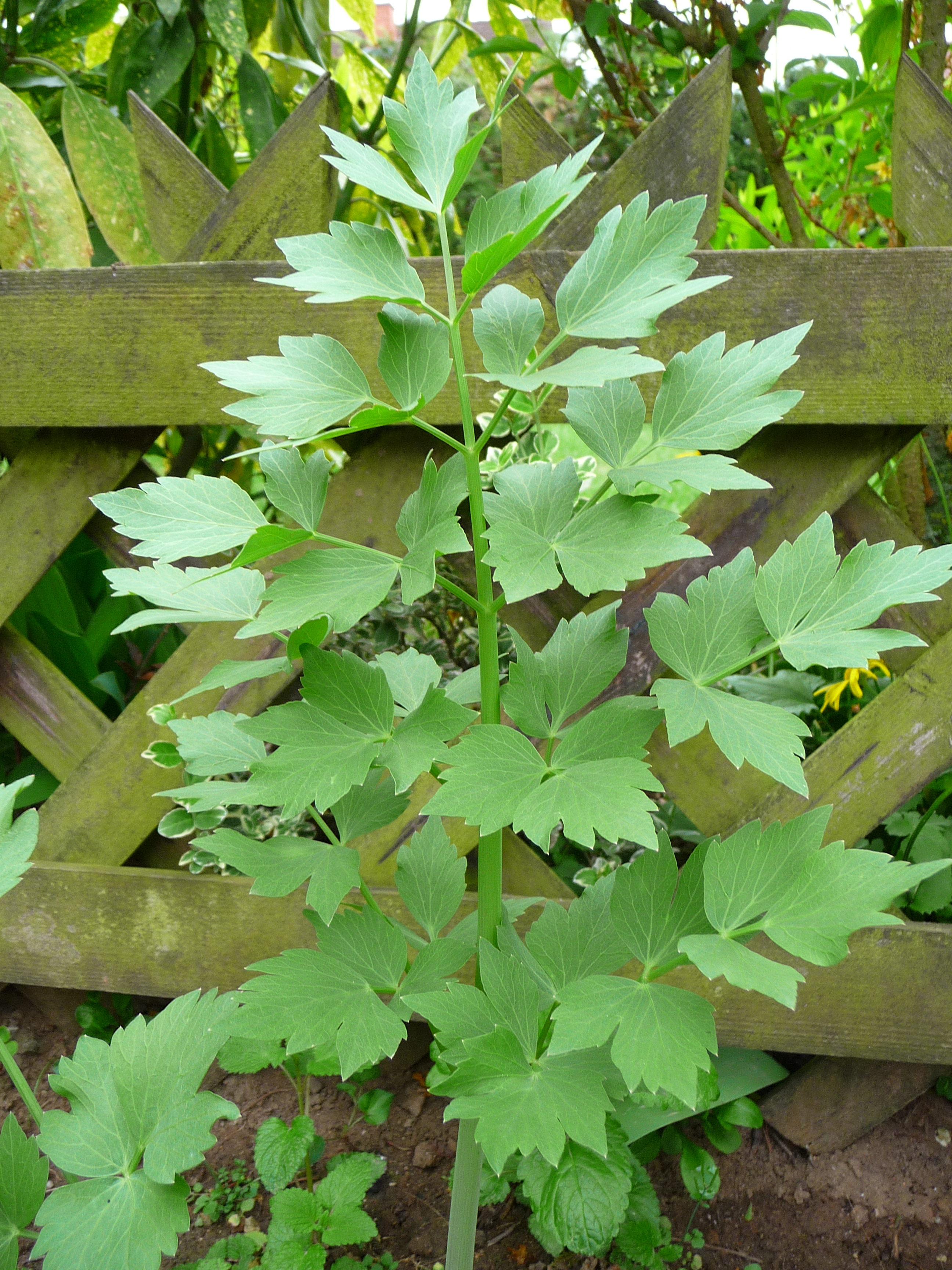
Livèche.

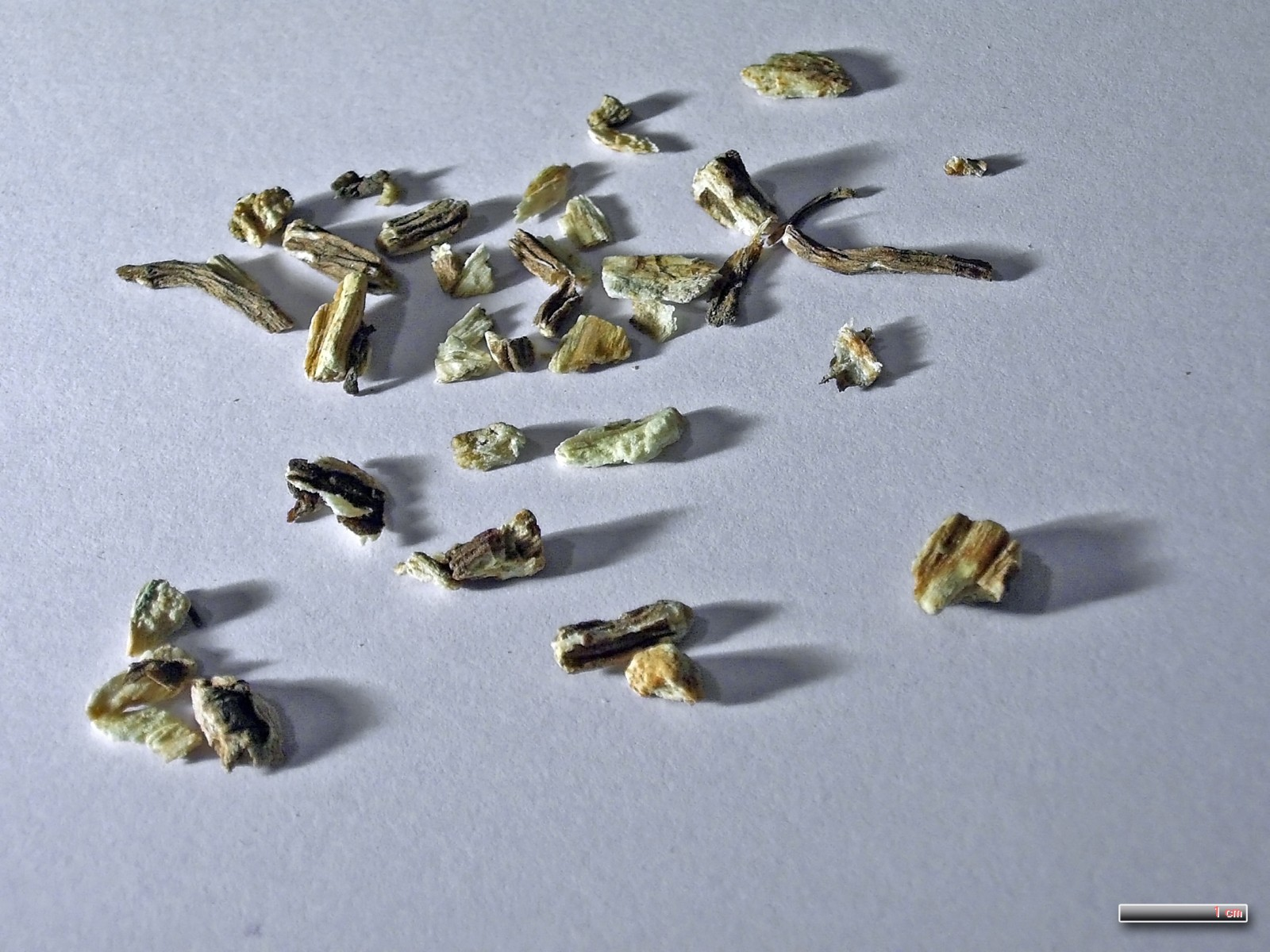
Fragments séchés de racine de livèche.

La livèche est une robuste plante vivace, herbacée, qui forme une rosette de feuilles d'où émerge une hampe florale pouvant atteindre deux mètres de haut. La racine pivotante est longue et charnue.
Les feuilles découpées rappellent celles du céleri.
La tige, cylindrique, est creuse et cannelée extérieurement.
L'inflorescence est une ombelle composée, dense, comportant de 12 à 20 ombellules.
Les fleurs, petites sont de couleur jaunâtre.
Les graines, comestibles, brunes, mesurent 5 à 7 mm de long.

## Culture
La multiplication se fait par éclat de souche, ou par semis en août ; les plants sont mis en terre au printemps suivant ; on peut également semer en place de mars à juin. Récolte un an après le semis. Prélever les feuilles selon les besoins. Les feuilles peuvent se conserver après séchage à l'ombre, après les avoir réduites en poudre, dans des boîtes hermétiques.

## Utilisation culinaire
La livèche  tient une place importante dans la cuisine moldave et roumaine, qui se caractérise par des recettes à base d’agneau, des soupes et des potages, des pot-au-feu et de nombreuses sauces. Elle est donc très utilisée, notamment en Bulgarie (девесил ou дивисил en langue bulgare) et en Roumanie (leuştean en langue roumaine).
En Bulgarie, elle entre dans  la préparation de différentes recettes d’agneau (entier, farci, rôti, à la broche, au four), elle est l’un des condiments principaux de la drob-sarma (дроб сарма), une sorte de risotto aux abats d’agneau, et sert à assaisonner de nombreuses soupes.
La tige, les feuilles, les fleurs et les graines ont une odeur et un goût rappelant plus puissamment celui du céleri. La racine rappelle par son goût, celui du bouillon Maggi (liquide ou cube au bœuf) d’où le surnom d’« herbe à Maggi ». Pourtant celui-ci ne contient pas du tout de livèche.
Fraîche ou séchée, la livèche sert à aromatiser certains plats comme les ciorbă (soupe typique des régions moldaves, déclinée en nombreuses variantes comme à la betterave, aux tripes, au poisson, au bœuf, aux pieds de cochon, etc. (voir également la page bulgare чорба)), ou le ghiveci, une sorte de ratatouille (voir également la page bulgare гювеч…). La livèche peut entrer dans la composition des herbes de Provence.
Les graines de livèche sont utilisées pour préparer le « sel au céleri » et parfumer des pâtisseries. Elles ont une forme ovale et de petites côtes sur toute leur longueur.
Outre une bonne dose de vitamine C, elles contiennent des huiles essentielles et une substance aromatique naturelle très appréciée, tant en gastronomie que dans la préparation des parfums : la coumarine.
Les jeunes tiges peuvent être préparées en fruits confits comme celles de l’angélique. La tige, creuse, peut être utilisée comme une paille originale (pour accompagner un Bloody mary, par exemple).